# Ageri
Ageri – wieś w Estonii, w prowincji Järva, w gminie Albu.